# Rossmoyne (Ohio)
Rossmoyne es un lugar designado por el censo ubicado en el condado de Hamilton en el estado estadounidense de Ohio. En el Censo de 2010 tenía una población de 2230 habitantes y una densidad poblacional de 1.456,87 personas por km².

## Geografía
Rossmoyne se encuentra ubicado en las coordenadas 39°12′52″N 84°23′19″O / 39.21444, -84.38861. Según la Oficina del Censo de los Estados Unidos, Rossmoyne tiene una superficie total de 1.53 km², de la cual 1.53 km² corresponden a tierra firme y (0%) 0 km² es agua.

## Demografía
Según el censo de 2010, había 2230 personas residiendo en Rossmoyne. La densidad de población era de 1.456,87 hab./km². De los 2230 habitantes, Rossmoyne estaba compuesto por el 86.14% blancos, el 8.83% eran afroamericanos, el 0.36% eran amerindios, el 1.93% eran asiáticos, el 0.22% eran isleños del Pacífico, el 0.45% eran de otras razas y el 2.06% pertenecían a dos o más razas. Del total de la población el 1.66% eran hispanos o latinos de cualquier raza.